# Journal of Biological Regulators and Homeostatic Agents
Das Journal of Biological Regulators and Homeostatic Agents, abgekürzt J. Biol. Regul. Homeost. Agents, ist eine wissenschaftliche Fachzeitschrift, die vom Biolife SAS-Verlag veröffentlicht wird. Die Zeitschrift erscheint mit vier Ausgaben im Jahr.
Der Impact Factor lag im Jahr 2014 bei 2,04. Nach der Statistik des ISI Web of Knowledge wird das Journal mit diesem Impact Factor in der Kategorie Physiologie an 47. Stelle von 83 Zeitschriften, in der Kategorie Endokrinologie und Metabolismus an 87. Stelle von 128 Zeitschriften, in der Kategorie Immunologie an 108. Stelle von 148 Zeitschriften und in der Kategorie experimentelle und forschende Medizin an 71. Stelle von 123 Zeitschriften geführt.